# Euphyia symphona
Euphyia symphona là một loài bướm đêm trong họ Geometridae.